# Väsby, Värmdö kommun

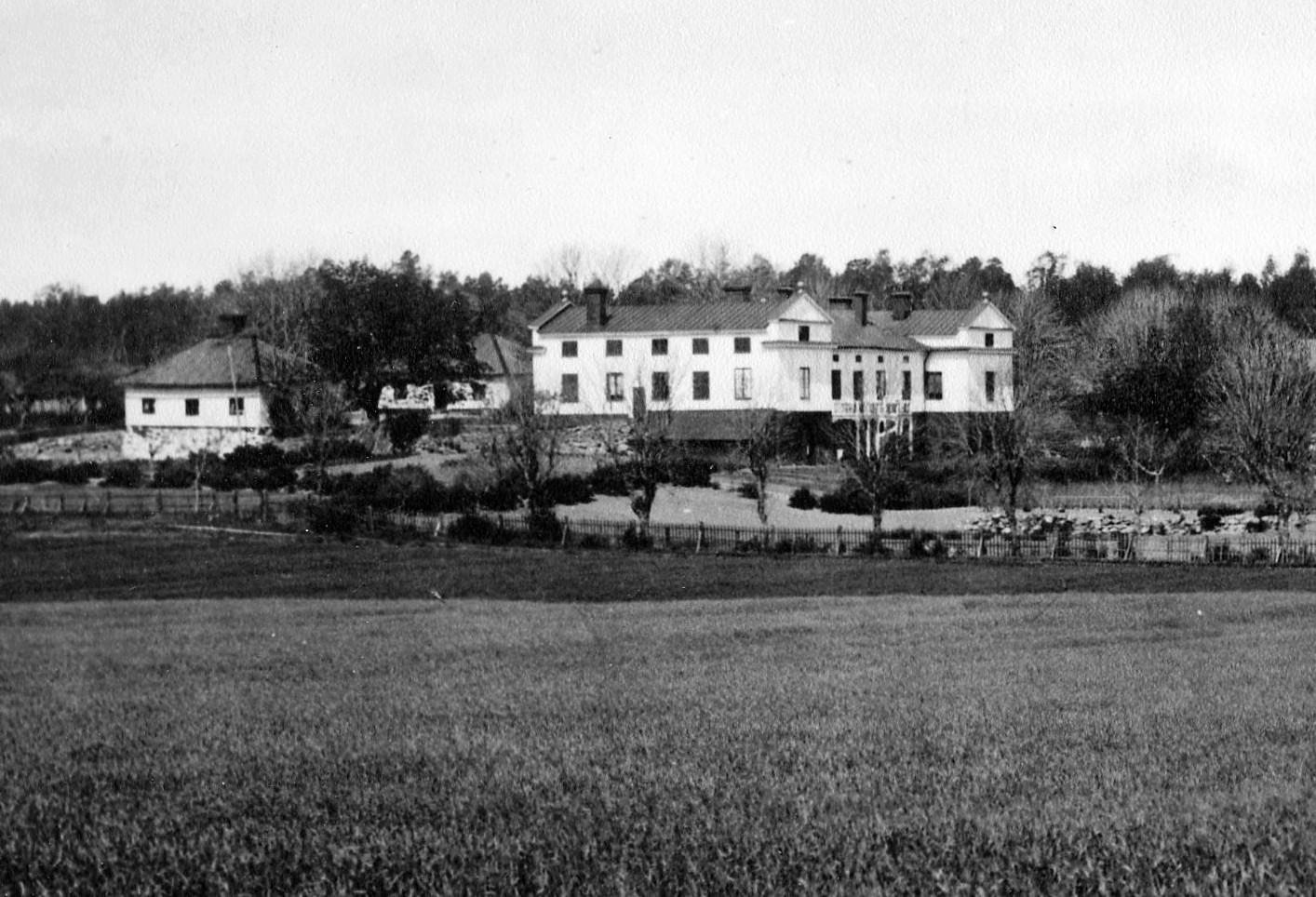
Huvudbyggnad och flyglar 1890-tal.

Väsby gård var ett säteri i Värmdö socken, Värmdö kommun, Stockholms län (Uppland). Herrgården låg på centrala Värmdölandet, två kilometer  väster om Torsby. Huvudbyggnaden revs 1982, numera återstår bara två mindre flyglar med adress Väsby Runstens väg 50 och 52.

## Historia

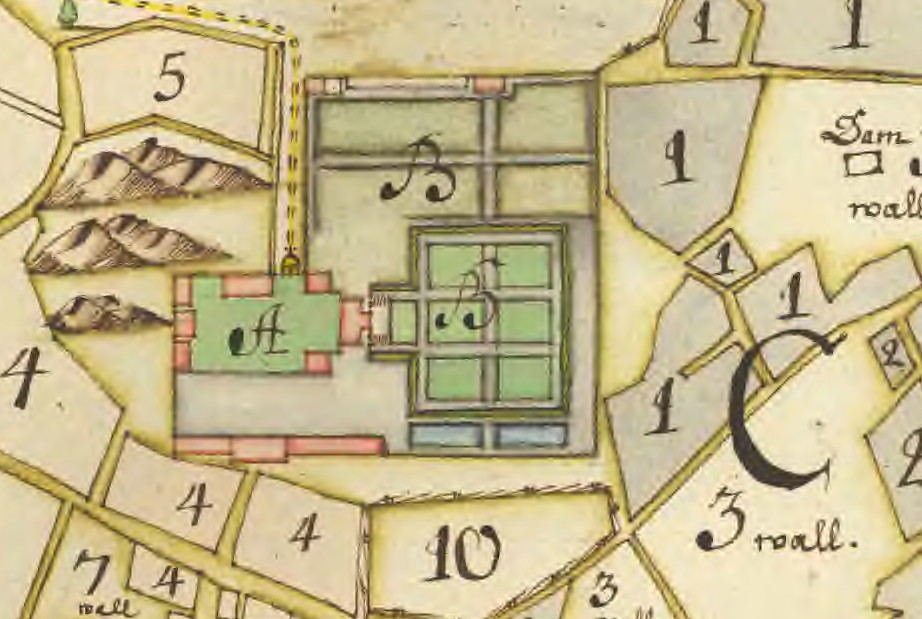
Väsbys huvudbebyggelse 1704.

Platsen var bebodd redan under järnåldern som  Värmdös enda runsten Upplands runinskrifter 173 och ett gravfält i närheten vittnar om. Väsby nämns i skrift första gången 1323. I början av 1400-talet omtalas en Olaf i Wesby och 1512 en Erik j Wesby. I 1500-talets skeppslagsindelning ingick gårdarna söder om Älgöfjärden i Väsby fjärding.  
I början av 1600-talet hade Väsby tre gårdar. År 1645 fick skeppmajorn Daniel Jönsson Strussflycht Väsby som belöning för sina skatteintäkter från byn och i slutet av 1600-talet byggde han sin sätesgård här. Strussflycht ägde även Nolinge gård i Botkyrka socken. Väsby och Nolinge är omnämnda under Daniel Strussflychts vapen i Riddarholmskyrkan.
År 1704 förvärvades Väsby av kammarrådet C.H. Wattrang av adelsätten Wattrang. En karta från samma tid visar en huvudbyggnad flankerad av två flyglar och ytterligare några byggnader kring ett gårdstun i väster. I öster anslöt en trädgård med humlegård och två fiskdammar. Den numera rivna huvudbyggnaden uppfördes i sten något senare, troligen omkring 1740 när Wattrangs arvingar övertagit egendomen.
Under senare delen av 1700-talet, när överste Johan Magnus Gyllenhöök (1718-1792) var ägare, nyinreddes huvudbyggnaden med bland annat nya kakelugnar. Han avled barnlös i oktober 1792 på Väsby. I början av 1800-talet ägdes gården av bataljonspredikanten B. Westman (död 1820), han lät nyinreda ett av rummen med skåp. Efter 1820-talet vandrade egendomen genom många händer. 

### Gårdens vidare öden

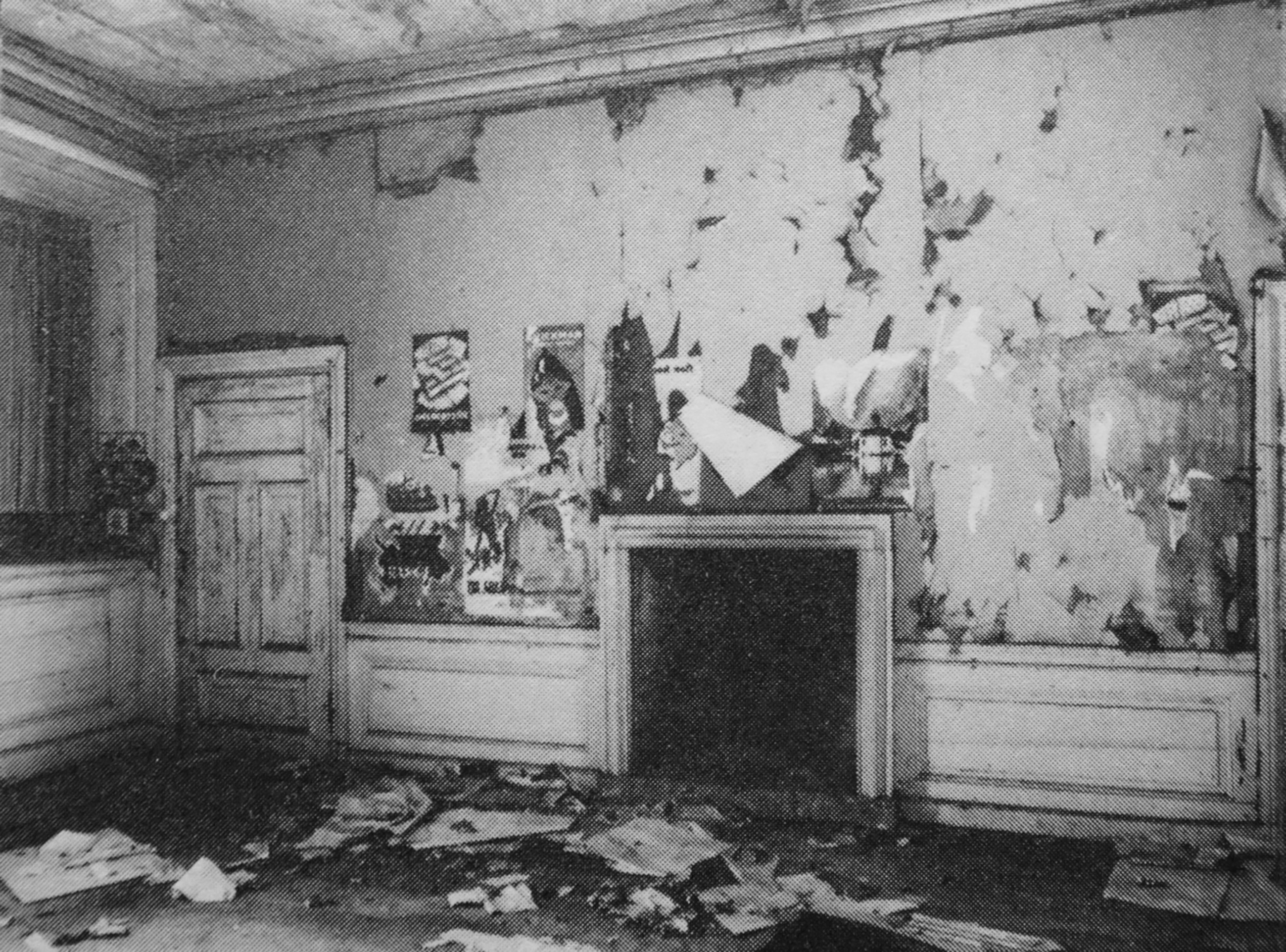
Stora salen, vanvårdad på 1960-talet.

År 1928 förvärvades Väsby tillsammans med granngården Kalvandö av ingenjören Krister Littorin. Han lät renovera Kalvandö och uppföra nya ekonomibyggnader för båda gårdar (Väsbys ekonomibyggnader hade brunnit). Corps de logi bestod av en byggnadskropp i en våning med två tvärställda volymer i 1½ våningar i båda ändar. I väster flankerades huvudbyggnaden av två fristående flyglar i karolinsk stil med en våning under ett toppigt tak. I öster sträckte sig ekonomibyggnaderna. 
Vid Littorins förvärv av Väsby var huvudbyggnaden fortfarande i gott skick, men stod sedan obebodd och förföll genom vanvård, som betecknades av museimannen Gösta Selling som ”upprörande”. År 1982 revs slutligen huvudbyggnaden och bara de båda flygelbyggnader återstår. De är idag privatbostäder.